# Военният фургон
„Военният фургон“ (на английски: The War Wagon) е уестърн на режисьора Бърт Кенеди, който излиза на екран през 1967 година.

## Сюжет
Собственикът на ранчо Тоу Джаксън, току-що е излязъл предсрочно от затвора. Той иска да отмъсти на местния „барон“ Пиърс който преди няколко години го е тикнал зад решетките, лишавайки го не само от ранчото му, но и от доброто му име. А в ранчото на Тоу Джаксън, Пиърс попада на златна жила и той създава в мексиканския град Емет „Минна компания Пиърс“. Осъзнавайки, че живият Тоу Джаксън е заплаха за живота му, Пиърс наема опитния спрелец Ломакс да го убие. За да реализира плана си да ограби Пиърс, Тоу Джексън събира колоритна компания от стар актьор, полуобразован индианец, млад пияница и отличен стрелец. Бандата се подготвя за нападение над бронирания фургон със злато, принадлежащ на виновника за бедите му.

## В ролите
| Актьор              | Роля                  |
| ------------------- | --------------------- |
| Джон Уейн           | Тау Джаксън           |
| Кърк Дъглас         | Ломакс                |
| Хауърд Кил          | Леви (Ходещата мечка) |
| Робърт Уокър младши | Били Хаят             |
| Кийнан Уин          | Уес Флетчър           |
| Брус Кабът          | Франк Пиърс           |
| Джоана Барнс        | Лола                  |
| Валора Ноланд       | Кейт Флетчър          |